# Grand Prix Austrálie 1987
Grand Prix Austrálie 1987 (oficiálně LII Foster's Australian Grand Prix) se jela na okruhu Adelaide Street Circuit v Adelaide v Austrálii dne 15. listopadu 1987. Závod byl šestnáctým a zároveň posledním v pořadí v sezóně 1987 šampionátu Formule 1.

## Kvalifikace
| Poř.   | No. | Jezdec             | Konstruktér            | Časy v kvalifikaci | Časy v kvalifikaci | Ztráta |
| Poř.   | No. | Jezdec             | Konstruktér            | Q1                 | Q2                 | Ztráta |
| ------ | --- | ------------------ | ---------------------- | ------------------ | ------------------ | ------ |
| 1      | 28  | Gerhard Berger     | Ferrari                | 1:17.267           | 1:18.142           | —      |
| 2      | 1   | Alain Prost        | McLaren-TAG            | 1:18.200           | 1:17.967           | +0.700 |
| 3      | 6   | Nelson Piquet      | Williams-Honda         | 1:18.017           | 1:18.176           | +0.750 |
| 4      | 12  | Ayrton Senna       | Lotus-Honda            | 1:18.508           | 1:18.488           | +1.221 |
| 5      | 20  | Thierry Boutsen    | Benetton-Ford          | 1:18.943           | 1:18.523           | +1.256 |
| 6      | 27  | Michele Alboreto   | Ferrari                | 1:18.578           | 1:19.612           | +1.311 |
| 7      | 5   | Riccardo Patrese   | Williams-Honda         | 1:19.507           | 1:18.813           | +1.546 |
| 8      | 2   | Stefan Johansson   | McLaren-TAG            | 1:19.761           | 1:18.826           | +1.559 |
| 9      | 19  | Teo Fabi           | Benetton-Ford          | 1:19.461           | 1:20.301           | +2.194 |
| 10     | 8   | Andrea de Cesaris  | Brabham-BMW            | 1:19.768           | 1:19.590           | +2.323 |
| 11     | 18  | Eddie Cheever      | Arrows-Megatron        | 1:20.187           | 1:21.592           | +2.920 |
| 12     | 17  | Derek Warwick      | Arrows-Megatron        | 1:20.638           | 1:20.837           | +3.371 |
| 13     | 24  | Alessandro Nannini | Minardi-Motori Moderni | 1:20.701           | 1:21.523           | +3.434 |
| 14     | 11  | Satoru Nakadžima   | Lotus-Honda            | 1:21.708           | 1:20.891           | +3.624 |
| 15     | 7   | Stefano Modena     | Brabham-BMW            | 1:21.887           | 1:21.014           | +3.747 |
| 16     | 9   | Martin Brundle     | Zakspeed               | 1:22.224           | 1:21.483           | +4.216 |
| 17     | 30  | Philippe Alliot    | Lola-Ford              | 1:21.888           | 1:22.846           | +4.621 |
| 18     | 4   | Philippe Streiff   | Tyrrell-Ford           | 1:21.971           | 1:22.434           | +4.704 |
| 19     | 3   | Jonathan Palmer    | Tyrrell-Ford           | 1:22.315           | 1:22.087           | +4.820 |
| 20     | 25  | René Arnoux        | Ligier-Megatron        | 1:24.833           | 1:22.303           | +5.036 |
| 21     | 29  | Yannick Dalmas     | Lola-Ford              | 1:25.021           | 1:22.650           | +5.383 |
| 22     | 26  | Piercarlo Ghinzani | Ligier-Megatron        | 1:22.689           | 1:24.652           | +5.422 |
| 23     | 16  | Ivan Capelli       | March-Ford             | 1:22.698           | 1:22.704           | +5.437 |
| 24     | 10  | Christian Danner   | Zakspeed               | 1:23.046           | 1:22.736           | +5.469 |
| 25     | 14  | Roberto Moreno     | AGS-Ford               | 1:23.659           | 1:24.149           | +6.392 |
| 26     | 23  | Adrián Campos      | Minardi-Motori Moderni | 1:25.760           | 1:24.121           | +6.859 |
| 27     | 21  | Alex Caffi         | Osella-Alfa Romeo      | 1:25.872           | 1:27.331           | +8.585 |
| Zdroj: |     |                    |                        |                    |                    |        |

## Závod
| Poř.   | No. | Jezdec             | Konstruktér            | Počet kol | Čas/Odstoupení  | Pořadí na startu | Body |
| ------ | --- | ------------------ | ---------------------- | --------- | --------------- | ---------------- | ---- |
| 1      | 28  | Gerhard Berger     | Ferrari                | 82        | 1:52:56.144     | 1                | 9    |
| 2      | 27  | Michele Alboreto   | Ferrari                | 82        | + 1:07.884      | 6                | 6    |
| 3      | 20  | Thierry Boutsen    | Benetton-Ford          | 81        | + 1 kolo        | 5                | 4    |
| 4 (1)  | 3   | Jonathan Palmer    | Tyrrell-Ford           | 80        | + 2 kola        | 19               | 3    |
| 5 (2)  | 29  | Yannick Dalmas     | Lola-Ford              | 79        | + 3 kola        | 21               | 0    |
| 6 (3)  | 14  | Roberto Moreno     | AGS-Ford               | 79        | + 3 kola        | 25               | 1    |
| 7      | 10  | Christian Danner   | Zakspeed               | 79        | + 3 kola        | 24               |      |
| 8      | 8   | Andrea de Cesaris  | Brabham-BMW            | 78        | Motor           | 10               |      |
| 9      | 5   | Riccardo Patrese   | Williams-Honda         | 76        | Únik oleje      | 7                |      |
| DSQ    | 12  | Ayrton Senna       | Lotus-Honda            | 82        | Nelegální brzdy | 4                |      |
| Ret    | 6   | Nelson Piquet      | Williams-Honda         | 58        | Brzdy           | 3                |      |
| Ret    | 16  | Ivan Capelli       | March-Ford             | 58        | Motor           | 23               |      |
| Ret    | 1   | Alain Prost        | McLaren-TAG            | 53        | Brzdy           | 2                |      |
| Ret    | 18  | Eddie Cheever      | Arrows-Megatron        | 53        | Přehřátí        | 11               |      |
| Ret    | 2   | Stefan Johansson   | McLaren-TAG            | 48        | Brzdy           | 8                |      |
| Ret    | 19  | Teo Fabi           | Benetton-Ford          | 46        | Brzdy           | 9                |      |
| Ret    | 23  | Adrián Campos      | Minardi-Motori Moderni | 46        | Převodovka      | 26               |      |
| Ret    | 30  | Philippe Alliot    | Lola-Ford              | 45        | Elektronika     | 17               |      |
| Ret    | 25  | René Arnoux        | Ligier-Megatron        | 41        | Zapalování      | 20               |      |
| Ret    | 7   | Stefano Modena     | Brabham-BMW            | 31        | Fyzika          | 15               |      |
| Ret    | 26  | Piercarlo Ghinzani | Ligier-Megatron        | 26        | Zapalování      | 22               |      |
| Ret    | 11  | Satoru Nakadžima   | Lotus-Honda            | 22        | Hydraulika      | 14               |      |
| Ret    | 17  | Derek Warwick      | Arrows-Megatron        | 19        | Převodovka      | 12               |      |
| Ret    | 9   | Martin Brundle     | Zakspeed               | 18        | Motor           | 16               |      |
| Ret    | 4   | Philippe Streiff   | Tyrrell-Ford           | 6         | Motor           | 18               |      |
| Ret    | 24  | Alessandro Nannini | Minardi-Motori Moderni | 0         | Nehoda          | 13               |      |
| DNQ    | 21  | Alex Caffi         | Osella-Alfa Romeo      |           |                 |                  |      |
| Zdroj: |     |                    |                        |           |                 |                  |      |

## Konečné pořadí po závodě
- Tučně je vyznačen jezdec a tým, který získal titul v Poháru jezdců nebo konstruktérů.

Pohár jezdců
| Pořadí | Jezdec         | Body    |
| ------ | -------------- | ------- |
| 1      | Nelson Piquet  | 73 (76) |
| 2      | Nigel Mansell  | 61      |
| 3      | Ayrton Senna   | 57      |
| 4      | Alain Prost    | 46      |
| 5      | Gerhard Berger | 36      |
| Zdroj: |                |         |

Pohár konstruktérů
| Pořadí | Konstruktér    | Body |
| ------ | -------------- | ---- |
| 1      | Williams-Honda | 137  |
| 2      | McLaren-TAG    | 76   |
| 3      | Lotus-Honda    | 64   |
| 4      | Ferrari        | 53   |
| 5      | Benetton-Ford  | 28   |
| Zdroj: |                |      |

Pořadí Jim Clark Trophy
| Pořadí | Jezdec           | Body |
| ------ | ---------------- | ---- |
| 1      | Jonathan Palmer  | 95   |
| 2      | Philippe Streiff | 74   |
| 3      | Philippe Alliot  | 43   |
| 4      | Ivan Capelli     | 38   |
| 5      | Pascal Fabre     | 35   |

Pořadí Colin Chapman Trophy
| Pořadí | Konstruktér  | Body |
| ------ | ------------ | ---- |
| 1      | Tyrrell-Ford | 169  |
| 2      | Lola-Ford    | 43   |
| 3      | AGS-Ford     | 39   |
| 4      | March-Ford   | 38   |